# Vrij deel
Het vrije deel is de aanvulling op het profiel, dat de leerling in de bovenbouw van de havo of het vwo naast de verplichte vakken kiest om de profielkeuze compleet te maken.

## Bedoeling
De bedoeling van het vrije deel is ruimte te geven aan de persoonlijke voorkeur en de eigen interesse van de leerling. Bovendien kan de studie van een extra vak naast de vaste vakken van het profiel gewenst zijn met het oog op een specifieke vervolgopleiding. Het vrije deel heeft twee mogelijkheden: een keuze-examenvak en het geheel vrije deel.

### Het keuze-examenvak
Het keuze-examenvak kan gekozen worden uit alle grote vakken die nog niet in het profiel zitten. Om rooster-technische redenen kan een school ertoe besluiten niet alle vakken aan te bieden. De keuze voor wiskunde-D is alleen mogelijk als wiskunde-B in het vakkenpakket zit.

### Het geheel vrije deel
In overleg met de school kan gekozen worden voor een extra studie naast de vakken die op het rooster staan. De studiebelasting voor dit geheel vrije deel kan 400 studielasturen omvatten. Deze uren kunnen in de havo verdeeld worden over de vierde en de vijfde klas, in het vwo over de vierde, vijfde en zesde klas.